# BMW F 850 GS
La BMW F 850 GS est une moto de type trail routier commercialisée par BMW à compter de 2017, remplaçant la F 800 GS.